# Anastasianesimo dei Cedri Sonori

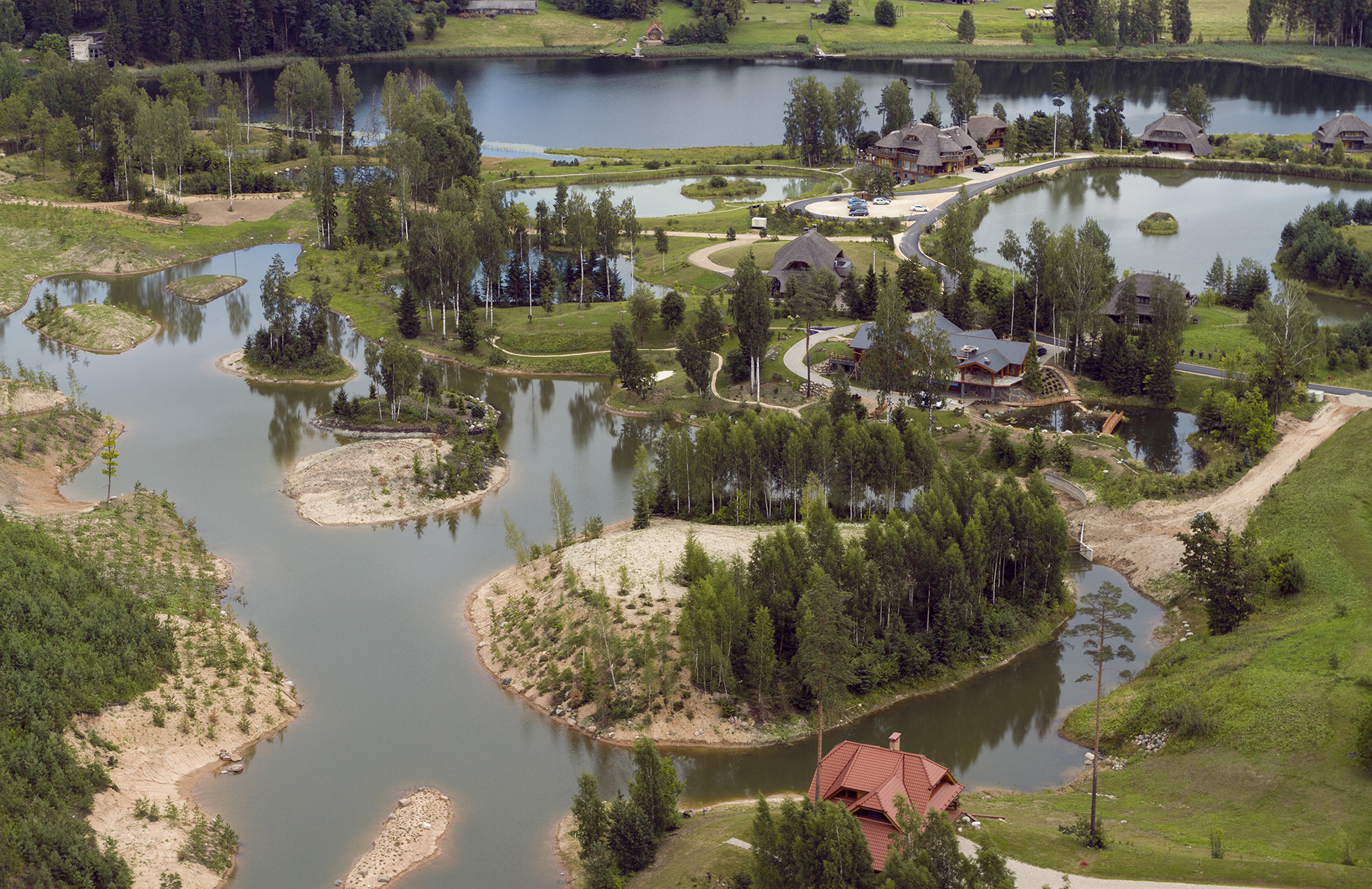
Amatciems, un villaggio anastasiano nella zona di Drabeši, Lettonia.

Cedri Sonori (russo: Звенящие Кедры) o anastasianesimo (Анастасианство, Анастасиизм) definiscono un nuovo movimento spirituale e religioso iniziato nella Russia centrale nel 1997, sulla base della serie di dieci libri intitolata I cedri sonori della Russia scritti da Vladimir Megre. La conoscenza contenuta in tali libri è attribuita a una archetipa donna saggia della Siberia chiamata Anastasia. Gli anastasiani sono rodnovari, vale a dire propositori di un ritorno alla Fede nativa slava (Rodnoveria) o altra religione indigena. I libri su cui si basa il movimento offrono una visione del mondo olistica e trattano la relazione dell'umanità con la natura, con Dio e l'universo, la creazione del mondo, il potere del pensiero di plasmare il futuro, una escatologia ciclica, la corretta relazione tra uomo e donna, e l'educazione dei figli.
Il nome "Cedri Sonori" deriva dalla credenza anastasiana riguardo qualità spirituali del cedro siberiano. L'anastasianesimo è stato classificato come parte del vasto spettro di religioni autodefinentesi "vediche" sorte nella Russia post-sovietica. Gli anastasiani propongono un modello rinnovato di organizzazione sociale, quello dei "villaggi genealogici" (родовое поместье, rodovoye pomest'ye). I Cedri Sonori sono divenuti molto popolari in Russia, e il movimento si è anche diffuso in altri paesi slavi, in Europa orientale, e alcune comunità si sono costituite anche in Occidente. In Russia, gli anastasiani sono oggetto di ostilità da parte della Chiesa ortodossa russa.

## Etimologia
I nomi del movimento sono spiegabili come segue: ① "Cedri Sonori" si riferisce alla credenza degli anastasiani relativa alle qualità spirituali che avrebbe il cedro siberiano, un genere di pino; ② "Anastasia" (Ἀναστασία, Anastasía), da anástasis (ἀνάστασις), è un termine fenomenologico derivato dal greco che significa "risurrezione".
Il tema degli "alberi che cantano" appare nelle tradizioni di diverse culture di matrice indoeuropea; gli anastasiani considerano sé stessi la reintegrazione (altrimenti detto, risurrezione) dell'autentica cultura spirituale vedica, dell'autentica religione russa consistente nella coltivazione del Rod (Род, ossia Dio come generazione/natura), che sarebbe stata preservata nei secoli da coloni russi e volkhv (Волхв, sciamani) che fuggirono la cristianizzazione della Rus' di Kiev rifugiandosi in Siberia—una cristianizzazione che fu decisa dalle élite del regno allo scopo di disgregare i legami sociali e i legami della società umana con il mondo naturale (antenati della società umana e dèi del mondo circostante come legame diretto con il Rod), giustificando così la confisca di tutte le terre e l'asservimento della popolazione.